# Liste der Baudenkmale in Handeloh
In der Liste der Baudenkmale in Handeloh sind alle Baudenkmale der niedersächsischen Gemeinde Handeloh aufgelistet. Die Quelle der Baudenkmale ist der Denkmalatlas Niedersachsen. Der Stand der Liste ist der 15. Januar 2023.

## Allgemein
In den Spalten befinden sich folgende Informationen:
- Lage: die Adresse des Baudenkmales und die geographischen Koordinaten. Kartenansicht, um Koordinaten zu setzen. In der Kartenansicht sind Baudenkmale ohne Koordinaten mit einem roten Marker dargestellt und können in der Karte gesetzt werden. Baudenkmale ohne Bild sind mit einem blauen Marker gekennzeichnet, Baudenkmale mit Bild mit einem grünen Marker.
- Bezeichnung: Bezeichnung des Baudenkmales
- Beschreibung: die Beschreibung des Baudenkmales. Unter § 3 Abs. 2 NDSchG werden Einzeldenkmale und unter § 3 Abs. 3 NDSchG Gruppen baulicher Anlagen und deren Bestandteile ausgewiesen.
- ID: die Objekt-ID des Baudenkmales
- Bild: ein Bild des Baudenkmales, ggf. zusätzlich mit einem Link zu weiteren Fotos des Baudenkmals im Medienarchiv Wikimedia Commons. Wenn man auf das Kamerasymbol klickt, können Fotos zu Baudenkmalen aus dieser Liste hochgeladen werden:

## Handeloh

### Gruppe: Alte Dorfstraße 6
Die Gruppe hat die ID 32719575.

| Lage                                          | Bezeichnung | Beschreibung | ID       | Bild |
| --------------------------------------------- | ----------- | ------------ | -------- | ---- |
| Alte Dorfstraße 6 53° 14′ 49″ N, 9° 50′ 15″ O | Bauernhaus  |              | 32728001 | BW   |
| Alte Dorfstraße 6 53° 14′ 50″ N, 9° 50′ 16″ O | Scheune     |              | 32728052 | BW   |
| Alte Dorfstraße 6 53° 14′ 50″ N, 9° 50′ 17″ O | Backhaus    |              | 32728066 | BW   |

### Gruppe: Wörmer Straße 7
Die Gruppe hat die ID 32719585.

| Lage                                       | Bezeichnung | Beschreibung | ID       | Bild |
| ------------------------------------------ | ----------- | ------------ | -------- | ---- |
| Wörmer Straße 7 53° 14′ 50″ N, 9° 50′ 3″ O | Schafstall  |              | 32728123 | BW   |
| Wörmer Straße 7 53° 14′ 48″ N, 9° 50′ 3″ O | Bauernhaus  |              | 32728085 | BW   |
| Wörmer Straße 7 53° 14′ 48″ N, 9° 50′ 2″ O | Scheune     |              | 32719585 | BW   |

### Einzelbaudenkmale
| Lage                                      | Bezeichnung | Beschreibung | ID                              | Bild |
| ----------------------------------------- | ----------- | ------------ | ------------------------------- | ---- |
| Hauptstraße 2 53° 14′ 41″ N, 9° 49′ 56″ O | Schafstall  |              | 32728174                        | BW   |
| Wörmer Weg 53° 15′ 26″ N, 9° 49′ 42″ O    | Landwehr    |              | 32728300/1/-/ 32728284 32728300 | BW   |

## Inzmühlen

### Einzelbaudenkmale
| Lage                                                  | Bezeichnung | Beschreibung | ID       | Bild |
| ----------------------------------------------------- | ----------- | ------------ | -------- | ---- |
| Im Seevegrund 6 53° 14′ 16″ N, 9° 52′ 6″ O            | Scheune     |              | 32728211 | BW   |
| Im Seevegrund 1, Handeloh 53° 14′ 14″ N, 9° 51′ 32″ O | Bauernhaus  |              | 32728230 | BW   |

## Höckel

### Einzelbaudenkmale
| Lage                                           | Bezeichnung | Beschreibung | ID       | Bild |
| ---------------------------------------------- | ----------- | ------------ | -------- | ---- |
| Wörmer Weg, Höckel 53° 15′ 11″ N, 9° 48′ 41″ O | Straße      |              | 26950603 | BW   |

## Wörme

### Einzelbaudenkmale
| Lage                                  | Bezeichnung | Beschreibung                      | ID       | Bild |
| ------------------------------------- | ----------- | --------------------------------- | -------- | ---- |
| Im Dorf 1 53° 15′ 42″ N, 9° 51′ 52″ O | Scheune     |                                   | 32728249 | BW   |
| Im Dorf 2 53° 15′ 42″ N, 9° 51′ 58″ O | Speicher    |                                   | 32728267 | BW   |
| Im Dorf 53° 15′ 54″ N, 9° 51′ 53″ O   | Straße      | Historischer Kopfsteinpflasterweg | 32728332 |      |